# Vlag van Napo

Vlag van Napo

De vlag van Napo bestaat uit vier horizontale banen. De eerste beslaat de bovenste helft; deze is geel van kleur en symboliseert landbouw, veeteelt, mijnbouw, rijkdom, enz. De drie resterende banen, in de onderste helft, hebben gelijke ruimtes en van boven naar beneden zijn hun kleuren: wit dat vrede, vooruitgang, wetenschap en werk symboliseert; blauw dat de lucht, het water van de rivieren, meren, lagunes en dezelfde orografie vertegenwoordigt en rood dat de historische gebeurtenissen, de gewoonten, de wetten, de helden en vooraanstaande mensen van de provincie vertegenwoordigt.

Vlag van Napo volgens Smith

Volgens Spectrum Vlaggenboek meldt dat de vlag bestaat uit twee horizontale banden in de kleurencombinatie geel-bruin.